# 八景島
八景島（はっけいじま）は、神奈川県横浜市金沢区に位置する人工島。面積は約24万平方メートル(=24ヘクタール)。島全体が横浜市港湾計画の厚生施設となっており、横浜・八景島シーパラダイス、ヨットハーバーになっている。地名は島全体が金沢区八景島となっている。名称は金沢八景に由来する。

## 主な施設
- 横浜・八景島シーパラダイス
- 八景島緑地
- 八景島さん橋
- 八景島西浜さん橋
- 八景島客船ターミナル
- 八景島マリーナ

## 交通
陸地とは3本の橋で結ばれている。島内は一般車両の乗り入れが制限されているため、国道357号、金沢八景大橋とも2022年現在一般車両の通行には制限あり。
- 一般国道357号柴航路橋
- 横浜シーサイドライン金沢シーサイドライン八景島駅 - 金沢八景大橋
- マリンゲート（歩行者専用）

## 歴史
横浜市の沿岸部は古くから埋め立てと開発が行われてきたが、戦後昭和30年代には中区から金沢区にかけて湾岸部の大規模な開発が行われた結果、市民がレジャーに用いる水際線がほぼすべて失われた。これを回復させるため横浜市では金沢区に「海の公園計画」を策定、本島はこの計画の一環として埋め立てが行われた。開発に際しては民間資本の導入が計画されており、後に横浜・八景島シーパラダイスなどのレジャー施設が整備された。2013年現在、八景島は陸地へは横浜市側としかつながっていないが、将来的には国道357号が横須賀市側へ延伸する計画となっている。
- 1965年（昭和40年）2月 - 「都市づくりの将来計画の構想（横浜市六大事業）」発表
- 1968年（昭和43年）7月 - 「金沢地先埋立事業」の決定
- 1971年（昭和46年）
  - 2月 - 「海の公園基本構想」発表
  - 3月 - 「金沢地先埋立事業」工事着手
- 1973年（昭和48年）1月 - 海の公園地区埋立免許申請（1974年3月 免許取得）
- 1980年（昭和55年）2月 - 八景島護岸工事着手
- 1985年（昭和60年）4月 - 八景島埋立竣工
- 1986年（昭和61年）
  - 11月 - 「海の公園島部（八景島）開発基本構想」策定
  - 11月 - 12月 - 八景島に関する市民アンケート調査
- 1987年（昭和62年） - 「八景島開発事業提案競技」の実施
- 1988年（昭和63年）3月 - 同優秀案決定（西武不動産他8社）
- 1990年（平成2年）
  - 1990年度 - 施設整備工事着手
  - 2月 - 株式会社横浜八景島設立
  - 2月 - 「八景島開発事業基本計画」策定
  - 4月 - 「八景島開発事業基本協定」締結
- 1992年度 - 同工事竣工
- 1993年
  - 4月 国道357号福浦～八景島間
  - 5月8日 横浜・八景島シーパラダイス開園